# 伯驾
伯驾（1804年6月18日—1888年1月10日），原名彼得·帕克（Peter Parker），美國麻省人，是美国早期来华传教士、醫師、外交官。鸦片战争时期曾参与《望厦条约》的谈判，后担任过美国驻华公使。

## 簡介
- 参见：博济医院

1831年伯驾在耶鲁大学获得學士学位，1834年獲得医学士学位，随后进入神学院，并得到传教於中國的委派。由于他卓越的医疗技术，伯驾成为第一位在华专职医疗传教士。因为广州十三行不允许外国人学习漢文，他先去新加坡学习了一段时间中文，然后于1835年11月份再度返回广州。他先在外国人驻地开了一间药房，开始为中国人看病，他主治的大部分是眼疾。后来，他的药房扩展而成一家眼科医院，即博济医院。这家医院日后逐渐发展成为今天著名的中山大学孙逸仙纪念医院和中山大学中山眼科中心，是中山大學医科的重要组成部分。此外，他亦曾短暫地作為中华医学传教会澳门医院的负责人。
1840年，第一次鸦片战争爆发，伯驾关闭了博济医院回到了美国，两年后他再一次回到中国，重开博济医院，并且增加了医院人手和扩大了规模。伯驾将西方医疗技术带到了中国，他醫術精湛，被誉为“用柳叶刀（即手术刀）传福音”。
1844年，伯驾獲得委任，参与《望厦条约》的谈判与签订。1847年，他担任美国驻华公使代办，1855年正式被委任为美国驻华公使。伯駕作为美国政府的代表，对华态度强硬，积极谋求扩大美国在华权益。伯驾有一句名言：“中国人不服从，就毁灭。”（Bend or Break）。第二次鸦片战争期间，曾呼吁美軍与英軍、法軍分占舟山、臺灣、朝鮮國。出于健康原因，伯驾于1855年回到美国。但于同年，他被委任为美国派华专员，负责修订《望厦条约》。伯驾在中国工作直到1857年，再一次由于健康原因卸任，回到美国。
此后，他常居华府，1888年去世。

## 相关事迹
伯驾在大中华近代医学史上首创多项纪录，如割除扁桃腺（1836年）、割除膀胱结石（1844年）、使用乙醚麻醉（1847年）、采用氯彷麻醉方法（1848年）等。
晚清知名外销画家关乔昌，为答谢博济医院免费收治华人，也为感谢伯驾收其侄子入读医校，在1836到1855年受伯驾委托，免费（仅一次画作有收报酬）绘制了一系列病患肖像，被用作医学生授课材料。而在旧日博济医院等候区，也挂有这些病人手术前后的画像，也可能用于鼓励病人。
伯驾曾受中国林則徐便委託和袁得輝合譯瑞士法學家艾默瑞奇·德·瓦特爾的著作《万国律例》，协助林则徐处理与英国的案件。

## 年表
- 1804年出生于麻省的一個篤信基督教的家庭。
- 1831年毕业于耶鲁大学，随后进入神学院，期间得到中国传教的委派。
- 1834年获得医学士学位，并获得牧师资格，同年到达广州。
- 1835年，伯驾在广州十三行内新豆栏街成立了广州眼科医局，被称为“新豆栏医局”，免费为病人治病，开始主要收治眼科名人。
- 1844年，作为美国特使的助手和翻译，参与《望厦条约》的谈判。
- 1847年成为美国政府驻华代办，与此同时，仍然坚持行医活动，直到1855年。
- 1855年，美国政府正式委任他为驻华全权公使。“新豆栏医局”移交给美北长老会的嘉约翰医生，1859年迁新址，改名为博济医院（Canton Hospital,PokTsai）。
- 1857年4月22日，驻华公使被列衛廉替代，回国，结束了外交官和传教生涯。